# Маркос де Обрегон
«Жизнь Ма́ркоса де Обрего́н» (полное испанское название: Relaciones de la vida del escudero Marcos de Obregón) — плутовской роман испанского писателя «золотого века» Висенте Эспинеля, изданный в Мадриде в 1618 году. Считается, что в романе много автобиографических мотивов.
На русский язык роман был переведён историком испанского театра С. С. Игнатовым на рубеже 1920-х — 1930-х годов. Игнатов решил сохранить при переводе транскрипции испанских слов, более близкие к произношению того времени, нежели к современному устоявшемуся (например, «кабальеро» — «кавальеро»). Так же он составил примечания и вступление, в которых установил заимствования Эспинеля у Лесажа — автора «Жиль Бласа из Сантильяны».
Структурно роман «Жизнь Маркоса де Обрегон» состоит из трёх частей-«рассказов», в каждом из которых много глав и пролог к читателю.

## Издания
- Эспинель В. Жизнь Маркоса де-Обрегон / Пер., статья и примечания С. С. Игнатова. — М.—Л. : Academia, 1935. — 520 с. — (Испанская литература). — 5300 экз.